# Mimulosia funerea
Mimulosia funerea är en fjärilsart som beskrevs av De Toulgoët 1958. Mimulosia funerea ingår i släktet Mimulosia och familjen björnspinnare. Inga underarter finns listade i Catalogue of Life.